# Extol
Cet article possède un paronyme, voir Xtol.
Extol est un groupe norvégien de death metal chrétien, originaire de Bekkestua. Ils restent actifs jusqu'en 2007, année durant laquelle ils annoncent leur séparation soudaine et sans explication. Ils annoncent plus tard que la séparation a été causée par les problèmes de santé de leur chanteur Peter Espevoll. Ils refont surface en 2012 avec la sortie d'un album homonyme, Extol, sans refaire de concerts, Peter Espevoll n'étant pas en mesure de l'assumer.
Le groupe est reconnu pour son mélange de différents styles musicaux, allant du heavy metal au metal progressif, en passant par le death metal mélodique et le thrash. Extol est principalement considéré comme un groupe de progressif/death metal mélodique, et gagne en popularité au travers ses premiers enregistrements dans ce style. Les guitaristes Ole Børud et Christer Espevoll contribuent de manière significative à la virtuosité des compositions d'Extol. Chacun des membres du groupe partage la foi chrétienne, ce qui est transparent dans leurs thèmes et leurs textes.
En contrat avec Century Media Records, Extol compte quatre albums studio, ainsi que deux EPs. Le groupe est réputé pour sa technique et sa précision. Le dernier album, The Blueprint Dives, est récompensé du prix Spellemannprisen dans la catégorie de meilleur album metal de 2005. Le groupe mène plusieurs tournées en Europe et aux États-Unis, aux côtés de groupes tels que Antestor, Mastodon et Opeth. Durant toute sa carrière, Extol compte plus de 500 000 albums vendus dans le monde entier.

## Historique

### Débuts etBurial(1993–1999)
Extol est formé en 1993 à Bekkestua, en Norvège, par le batteur David Husvik et le guitariste Christer Espevoll (tous deux âgés de 16 ans), deux cousins qui jouent déjà ensemble depuis l'automne 1993 et veulent démarrer un groupe,,. Le frère de Christer, Peter (14 ans), est recruté pour la partie vocale,. Le bassiste Eystein Holm rejoint le groupe tout juste avant leur premier concert le 17 mai 1994,. Dans une interview, Peter explique le nom du groupe : « Extol signifie "exalter, élever ce qu'on glorifie", et c'est exactement ce qu'on fait. Nous voulons donner toute la gloire à Dieu par nos concerts et notre musique. » Extol veut étendre son style musical au-dessus du heavy metal traditionnel. Pour le rédacteur Mike DaRonco de AllMusic, le groupe décide de montrer plus leur côté progressif, plutôt que de se focaliser uniquement sur leur image. Ce changement amène la nécessité d'un deuxième guitariste, besoin qu'Emil Nikolaisen, du groupe Royal comble en 1995.
Le groupe gagne bientôt en réputation sur la scène locale. En janvier 1996, Extol fait sa première apparition sur une compilation metal intitulée Northern Lights. Le but de l'album était de promouvoir des groupes de metal chrétien, comme Antestor, Schaliach, et Groms. Steve Rowe, du groupe australien de metal chrétien Mortification, publie cette compilation au sein de son label, Rowe Productions. Extol s'aventure à Stockholm deux mois plus tard, pour leur premier concert hors de leur pays. Fin 1996, Nikolaisen quitte la formation, pour consacrer plus de temps à Royal. Il fondera plus tard un groupe de rock alternatif appelé Serena Maneesh, et enregistrera un album du même nom en 2005, très apprécié par la critique.
En 1997, Extol enregistre une démo indépendante intitulée Embraced, comportant trois morceaux. Un album est enregistré à la fin de l'année, même si le groupe n'a pas encore signé avec un label. Presque une année passe avant qu'Endtime Productions les signe. Ils enregistrent leur premier album, Burial, en décembre 1998. Cet album est publié chez Solid State Records aux États-Unis, et chez Avalon Records au Japon. L'accueil est très positif aussi bien dans le milieu chrétien que dans le public général. DaRonco déclare que c'est un « bol d'air frais dans un style bien trop souvent affilié au satanisme. »
Peu après, le groupe donne ses premiers concerts aux États-Unis, au Cornerstone Festival et au Texas Rockfest. Extol mène une tournée en été 1999, avec le groupe de rock Suédois Blindside. Extol enregistre un EP, en novembre, intitulé Mesmerized. Il comprend trois titres remixés provenant de l'album Burial, retravaillés par les groupes de musique industrielle Raison d'Être et Sanctum, et trois autres: un enregistrement récent, une reprise, et un morceau de l'enregistrement japonais. Les fans réagissent généralement négativement. Holm quitte alors le groupe, et est remplacé par Tor Magne Glidje, également bassiste du groupe norvégien Lengsel.

### UndeceivedetSynergy(2000–2003)
Extol retourne en studio en décembre 1999, pour enregistrer un nouvel album. En juin 2000, Undeceived sort au grand public. Cet album montre la nouvelle évolution de leur style qui devient plus lourd et plus sombre que leur précédents enregistrements. Ils optent pour une direction plus death metal, et le morceau Ember devient un titre très populaire parmi les fans. Après cet album, Ole Børud quitte le groupe,, Tor Glidje reprend sa place à la guitare, et John Robert Mjåland intègre le groupe en tant que bassiste.
En 2001, un autre EP, Paralysis, fait suite à Undeceived, entièrement enregistré en Suède. Cet EP présente une reprise de Shadow of Death, du célèbre groupe de thrash metal chrétien Believer, qu'Extol considère comme ayant une grande influence sur leur musique. Après Paralysis, le guitariste Tor Glidje quitte le groupe, pour se focaliser sur Ganglion, son autre projet, et Ole Børud reprend sa place dans la formation,. L'accord qui reliait Extol à Endtime Productions ayant pris fin après leur deuxième album, le groupe signe avec Century Media en 2002. En mai 2003, ils annoncent leur nouvel album, Synergy, pour août 2003, montre une influence encore plus forte venant de Believer. Le style de Synergy est encore plus proche de celui du son thrash de Believer. À la suite de cet album, Extol commence une tournée en Europe et aux États-Unis, accompagnés du groupe de metal progressif suédois Opeth.

### The Blueprint Dives(2004–2005)
En juin 2004, Ole Børud et Christer Espevoll quittent Extol pour « investir leur temps et leur énergie ailleurs. » Leurs remplaçants au titre de membres permanents sont Tor Magne Glidje, de retour, et Ole Halvard Sveen, tous deux membres de Ganglion, groupe qui finit par fusionner avec Extol quand quatre musiciens sur cinq arrêtèrent de jouer dans les deux groupes.
En 2005, le groupe enregistre leur dernier album, The Blueprint Dives, considéré comme l'album comportant le plus de diversité de toute leur carrière. Un clip est tourné pour le morceau Pearl, l'album est nommé au prix norvégien Spellemannprisen pour meilleur album metal de 2005, et est placé dans le top 5 des albums metal de l'année par les lecteurs du plus grand journal de Norvège, Dagbladet. Dans la foulée de ce succès, Extol mène une tournée en Europe avec Mastodon, God Forbid et Opeth, et une autre aux États-Unis avec Becoming the Archetype, Haste the Day et The Showdown. The Blueprint Dives reçoit d'excellentes critiques, par exemple d'Eduardo Rivadavia de Allmusic, qui attribue à l'album une note de 4,5 sur 5, déclarant : « Au plus grand crédit d'Extol, une quelconque comparaison aux autres groupes est quasiment impossible! »
Le 9 août 2007, le groupe annonce au travers de sa page MySpace qu'ils se séparent. Tor, John et Ole jouent désormais avec Mantric, sous contrat avec Prosthetic Records, et travaillent sur leur deuxième album,. David joue avec Dr. Midnight and The Mercy Cult, avec des membres de Turbonegro (punk rock), Apoptygma Berzerk (rock alternatif) et Satyricon (black metal).

### Documentaire etExtol(depuis 2012)
Leur séparation dure jusqu'en 2012, où le groupe fait à nouveau parler de lui en annonçant un nouvel album, éponyme. L'explication de leur séparation est que Peter Espevoll souffre d'une forme violente d'acouphène. Cette situation avait été la cause d'une panique qui avait retiré sa créativité au chanteur, ensuite de quoi le groupe avait été forcé de faire une pause, supposée définitive. La santé de Peter Espevoll s'étant un peu améliorée, le groupe peut se reformer et compose un album qui, une fois sorti, est encensé par la critique. Extol fait également l'annonce d'un documentaire qui recense les archives du groupe, mais qui développe aussi l'aspect de la difficulté d'évoluer au sein du mouvement metal en étant chrétien.
Extol annonce également un documentaire intitulé Extol: of Light and Shade. Le 23 avril 2013, Extol annonce la sortie de leur cinquième album, Extol, en juin cette même année. Le single Open the Gates est publié sur YouTube. Indie Recordings publie l'album le 21 juin en Norvège, en Allemagne, et en Autriche, puis le 24 juin à l'international. Facedown Records publie l'album le 25 juin en Amérique du Nord.

## Membres

### Membres actuels
- Peter Espevoll - chant (1993-2007, depuis 2012)
- Ole Børud - guitare, chant, flute (1996-1999, depuis 2012), guitare, chant (2003-2004), basse (depuis 2012)
- David Husvik - batterie (1993-2007, depuis 2012)

### Anciens membres
- Eystein Holm - basse (1993-1999)
- Christer Espevoll - guitare (1993-2004)
- Emil Nikolaisen - guitare (1995-1996)
- Tor Magne Glidje - basse (1999-2001), guitare (2004-2007)
- John Robert Mjåland - basse (2001-2007)
- Ole Halvard Sveen - guitare, chant (2004-2007)

### Membres de tournée
- Ole Vistnes - basse (depuis 2014)
- Marcus Bertilsson - guitare (depuis 2014)